# Podocnemididae
Le Podocnemididae Cope, 1868 sono una famiglia di tartarughe diffuse in Madagascar e nella parte settentrionale dell'America del Sud.

## Descrizione
Sono tutte tartarughe acquatiche, che abitano lungo i torrenti e i corsi d'acqua fluente.
La caratteristica comune alle specie di questa famiglia è che non ritraggono le loro teste all'interno del carapace, ma le piegano lateralmente.
La più grande fra queste tartarughe è la tartaruga Arrau (Podocnemis expansa), lunga circa 75 centimetri, ma circa 3 milioni di anni fa visse una forma davvero gigantesca, Stupendemys, la cui lunghezza raggiungeva i 2 metri.

## Tassonomia
La famiglia Podocnemididae comprende i seguenti generi e specie:
- Erymnochelys
  - Erymnochelys madagascariensis (Grandidier, 1867)
- Peltocephalus
  - Peltocephalus dumeriliana (Schweigger, 1812)
- Podocnemis
  - Podocnemis erythrocephala (Spix, 1824)
  - Podocnemis expansa (Schweigger, 1812)
  - Podocnemis lewyana Duméril, 1852
  - Podocnemis sextuberculata Cornalia, 1849
  - Podocnemis unifilis Troschel, 1848
  - Podocnemis vogli Müller, 1935

Alcuni autori considerano questo raggruppamento come una sottofamiglia (Podocnemidinae) della famiglia Pelomedusidae.